# Principe holographique
Ne pas confondre avec l'hologramme, produit de l'holographie.

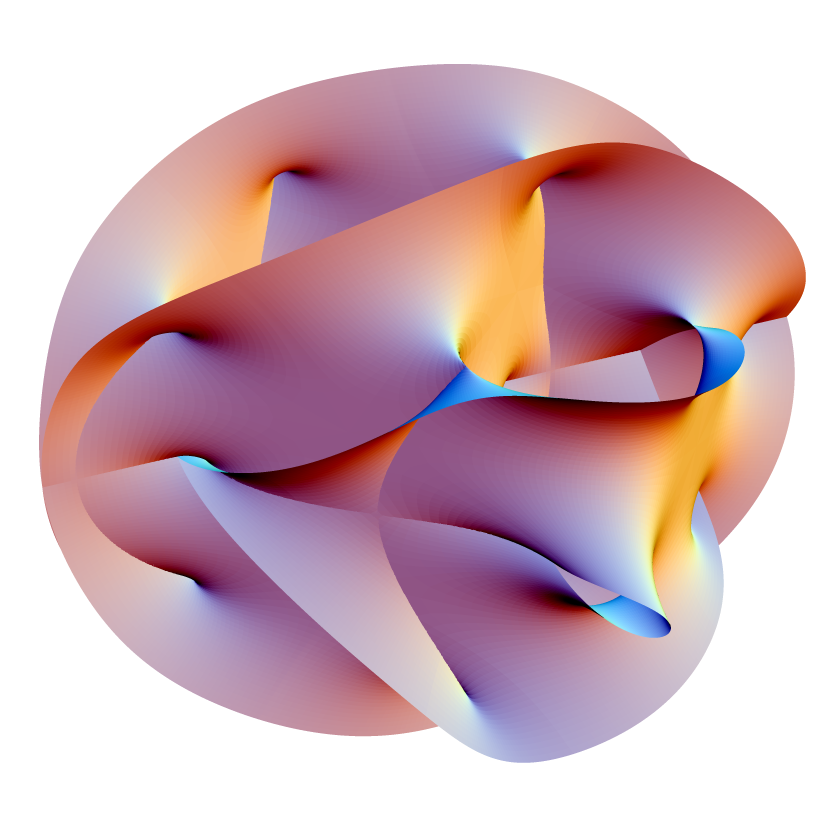
Cette image est une reconstruction assez fidèle d'une image du collecteur de Calabi-Yau qui apparaît comme une figure dans l'article : Leonard Susskind (novembre 2003). "Superstrings (Features : November 2003)". Physics World 16 (11).

En physique théorique, le principe holographique est une conjecture spéculative dans le cadre de la théorie de la gravité quantique, proposée par Gerard 't Hooft en 1993 puis améliorée par Leonard Susskind en 1995.
Son nom métaphorique vient de l'analogie avec l'holographie.

Susskind le résume ainsi : 

« La quantité maximale d'informations contenues dans un volume d'espace ne peut être plus importante que celle qui est emmagasinée à la surface de ce volume, où une quantité élémentaire ou « bit » d'informations occupe un quart de la surface dite de Planck. »

— Leonard Susskind.
Cette conjecture propose que toute l'information contenue dans un volume d'espace peut être décrite par une théorie qui se situe sur les bords de cette région. Par exemple, une pièce donnée d'une maison et tous les événements qu'elle contient pourraient être modélisés complètement par une théorie qui prendrait en compte uniquement ce qui se passe au niveau des murs de cette maison. Le principe holographique dit aussi qu'il y a au plus un degré de liberté (ou une constante de Boltzmann k, unité d'entropie maximale) pour chaque ensemble de quatre aires de Planck, ce qui peut être écrit comme une limite de Bekenstein : {\displaystyle S\leq A/4}, où {\displaystyle S} est l'entropie et {\displaystyle A} l'aire considérée.
La gravité entropique, hypothèse proposée par Erik Verlinde en 2009 et selon laquelle la gravitation ne serait pas une force fondamentale mais une force entropique, combine le principe holographique avec l'approche thermodynamique de la gravitation.

## Origine du principe holographique
Étant donné n'importe quelle région compacte, finie de l'espace (par exemple une sphère), contenant de la matière et de l'énergie, cette région s'effondrera en un trou noir si la quantité de matière et d'énergie contenue dépasse une certaine densité critique.
Un trou noir, comme tout objet, possède une entropie, ici directement proportionnelle à l'aire de son horizon événementiel. Plus précisément, les trous noirs sont des objets à entropie maximale, de sorte que l'entropie contenue dans une région de l'espace ne peut pas être plus grande que l'entropie du plus grand trou noir qui entrerait dans ce volume d'espace (c'est-à-dire qui aurait un horizon événementiel exactement de la taille de la région considérée, voir l'article détaillé entropie des trous noirs).
Une plus grande masse (contenue dans un espace donné) implique aussi une plus grande entropie. Ceci est contre-intuitif puisque l'entropie est une variable extensive, directement proportionnelle à la masse, qui, elle, est proportionnelle au volume et pas à la surface.
Si l'entropie de la masse ordinaire (pas seulement celle des trous noirs) est aussi proportionnelle à la surface, alors cela implique que le volume lui-même est d'une certaine manière une illusion et que la matière occupe une surface, pas un volume ; et donc que l'univers est finalement un hologramme isomorphe à l'information inscrite à sa surface.

## Limite à la densité d'information
L'entropie, si elle est considérée comme une mesure de l'information, peut être finalement mesurée en bits ou nats. Un bit vaut (ln 2) nats, et 1 nat correspond à 4 aires de Planck. La quantité totale de bits est reliée à la somme des degrés de liberté de la matière et de l'énergie. Les bits eux-mêmes encoderaient ainsi l'information à propos des états de la matière et de l'énergie qui occupent l'espace donné.
Dans un volume donné, il existe une limite supérieure à la densité de l'information à propos de toutes les particules qui composent la matière dans ce volume, suggérant que la matière elle-même ne peut pas être subdivisée indéfiniment, mais qu'il devrait y avoir plutôt un niveau ultime des particules élémentaires. Les degrés de liberté d'une particule composée de sous-particules sont le produit de tous les degrés de liberté de ces sous-particules. Si ces dernières sont aussi subdivisibles et ainsi de manière indéfinie, les degrés de liberté de la particule d'origine doivent être infinis ; ce qui viole la limite de densité d'entropie. Le principe holographique finalement revient à dire que les subdivisions doivent s'arrêter à un certain niveau et que l'ultime particule est un bit d'information (1 ou 0).
La réalisation la plus rigoureuse du principe holographique est celle de la Correspondance AdS/CFT de Juan Maldacena.

## Différentes versions du principe holographique
Il y a principalement deux versions du principe holographique.

### Le principe holographique fort
Le principe holographique fort dit que l'information qui peut être obtenue d'un observateur externe à partir de la surface d'un trou noir (i.e. son horizon des événements) est proportionnelle à l'aire de cet horizon. La version «forte» de ce principe dit que l'observateur obtient l'information de quelque chose à travers la surface qui agit d'une certaine manière comme un «écran» mais qu'il existe derrière cet écran une particule qui projette l'information sur l'écran (ou la surface).

### Le principe holographique faible
Contrairement au principe fort, le principe holographique faible dit qu'il n'y a pas de particule derrière l'écran et que les processus physiques de l'univers peuvent être complètement décrits par des écrans ou surfaces à travers lesquels l'information est observée.